# جين كوري
جين كوري (بالإنجليزية: Jen Corey)‏ هي متسابقة ملكة الجمال أمريكية، ولدت في 21 يوليو 1987 في ويست إسليب في الولايات المتحدة.